# Coleophora bicolorella
Coleophora bicolorella é uma espécie de mariposa do gênero Coleophora pertencente à família Coleophoridae.